# Kártevőriasztó növények
Az alábbi lista olyan növényeket tartalmaz, amik rovar-, illetve kártevőriasztó hatással rendelkeznek.

## Rovarok
Hangyák
- Csombormenta
- Fodormenta
- Déli üröm (Artemisia abrotanum)
- Gilisztaűző varádics

Levéltetvek
- Ánizs
- Metélőhagyma
- Koriander
- Fokhagyma
- Gólyaorr
- Csombormenta
- Petúnia
- Fodormenta
- Déli üröm (Artemisia abrotanum)
- Gilisztaűző varádics

Közönséges spárgabogár (Crioceris asparagi)
- Paradicsom

Káposztalégy (lárvája)
- Déli üröm (Artemisia abrotanum)
- Illatos macskamenta
- Izsóp
- Kakukkfű
- Kender
- Menta
- Paradicsom
- Rozmaring
- Sarkantyúka
- Zeller
- Zsálya
- Üröm

Sárgarépa légy (Chamaepsila rosae)
- Feketegyökér
- Koriander
- Rozmaring
- Zsálya
- Bakszakáll (Tragopogon)
- Üröm

Bodobácsok
- Szójabab

Krumplibogár
- Árvacsalán
- Len
- Bab
- Lóhere

Uborkabogár (Acalymma, Diabrotica)
- Retek
- Gilisztaűző varádics

Cserebogár
- Fokhagyma
- Muskátli
- Ruta
- Gilisztaűző varádics

Mezeikabóca
- Muskátli
- Petúnia

Amerikai szilvaormányos (Conotrachelus nenuphar)
- Fokhagyma

Rózsabogár (Macrodactylus subspinosus)
- Muskátli
- Vöröshagyma
- Petúnia

Karimáspoloskák (Aulacophora hilaris)
- Sarkantyúka
- Petúnia

Liszteskék
- Büdöske
- Sarkantyúka
- Nikandra (Nicandra physalodes)

Drótféreg
- Fehér mustár

## Molyok és lárváik
Pajorok
- Gilisztaűző varádics

Almamoly
- Déli üröm (Artemisia abrotanum)

Paradicsom hernyó (Manduca quinquemaculata)
- Borágó
- Büdöske
- Bazsalikom 'Opal' (Ocimum basilicum purpurascens)

## Élősködők
Fonálférgek
- Büdöske (Tagetels patula, Tagetes erecta)
- Spárga
- Dália
- Körömvirág
- Zsálya

Atkák
- Hagymafélék

Csigák
- Rozmaring
- Üröm

## Emlősök
Vakond
- Ricinus
- Hasindító kutyatej (nagy sárfű)
- Csillagvirág

Egér
- Menta

Nyúl
- Hagymafélék

## Fordítás
- Ez a szócikk részben vagy egészben  a   List of repellent plants című angol Wikipédia-szócikk ezen változatának fordításán alapul.  Az eredeti cikk szerkesztőit annak laptörténete sorolja fel. Ez a jelzés csupán a megfogalmazás eredetét és a szerzői jogokat jelzi, nem szolgál a cikkben szereplő információk forrásmegjelöléseként.